# Nils-Erik Ulset
Nils-Erik Ulset (ur. 16 lipca 1983 w Tingvoll) – norweski niepełnosprawny biathlonista i biegacz narciarski, trzykrotny złoty medalista igrzysk paraolimpijskich z Salt Lake City (2002) i Vancouver (2010).
Trenuje w klubie Tingvoll IL a jego trenerem jest Stein Morten Guldbrandsen.

## Medale igrzysk paraolimpijskich

### 2014
- Zimowe Igrzyska Paraolimpijskie 2014Biathlon – 12,5 kilometra osób stojących
- Zimowe Igrzyska Paraolimpijskie 2014Biathlon – 15 kilometrów osób stojących
- Zimowe Igrzyska Paraolimpijskie 2014Biegi narciarskie – 4x2,5 kilometra – sztafeta mieszana

### 2010
- Biathlon – 12,5 kilometra osób stojących
- Biathlon – sprint 3 kilometry osób stojących
- Biegi narciarskie – 20 kilometrów stylem dowolnym osób stojących

### 2006
- Biathlon – 12,5 kilometra osób stojących
- Biathlon – 7,5 kilometra osób stojących

### 2002
- Biegi narciarskie – 20 kilometrów stylem dowolnym osób stojących
- Biegi narciarskie – 10 kilometrów stylem dowolnym osób stojących

## Medale mistrzostw świata

### 2011
- Biathlon – 7,5 kilometra

### 2009
- Biathlon – sprint 3,6 kilometra
- Biathlon – 12,5 kilometra
- Biegi narciarskie – 10 kilometrów
- Biegi narciarskie – sztafeta (wraz z Trygve Larsen, Vegard Dahle)

## Występy w Pucharze Świata
| Sezon     | Biegi narciarskie | Biathlon |
| --------- | ----------------- | -------- |
| 2006/2007 | 6                 | 1        |
| 2007/2008 | 7                 | 1        |
| 2008/2009 | 3                 | 1        |
| 2009/2010 | 20                | 2        |